# Warhammer 40,000: Glory in Death
Warhammer 40,000: Glory in Death — пошаговая стратегия во вселенной Warhammer 40,000, выпущенная в 2006 году компанией THQ Wireless для мобильной платформы Nokia N-Gage.
Игра включает в себя четыре кампании — по одной на каждую из игровых рас (Космодесант, Хаос, Эльдары и Орки). Также в игре имеется генератор случайных карт. Режим сетевой игры поддерживает одновременно до двух человек, соединение осуществляется через Bluetooth или при помощи сервиса N-Gage Arena.